# قطعنامه ۷۳۴ شورای امنیت
قطعنامه ۷۳۴ شورای امنیت سازمان ملل متحد که در تاریخ ۲۹ ژانویه ۱۹۹۲ تصویب شد، سندی بین‌المللی دربارهٔ اسرائیل-لبنان است. این قطعنامه طی نشست ۳۰۴۰ام با ۱۵ رای موافق، ۰ مخالف و ۰ ممتنع تصویب شد.